# Warlock (gruppo musicale)
I Warlock sono stati un gruppo heavy metal tedesco formato nel 1982 a Düsseldorf.

## Storia dei Warlock
Raggiunsero un certo successo commerciale alla metà degli anni ottanta. Alla fine del decennio, la cantante Doro Pesch era il solo membro originale rimasto della band, e quindi procedette a formare i Doro. Doro ha conservato diversi brani classici dei Warlock nel suo repertorio. Nel 2008, Doro ha festeggiato i venticinque anni d'attività: durante lo spettacolo, la formazione dei Warlock del 1986 è salita sul palco  (con l'eccezione di Tommy Henriksen) e ha suonato alcuni pezzi.

## Formazione

### Ultima
- Doro Pesch – voce (1983-1988)
- Niko Arvanitis – chitarra (1983-1988)
- Tommy Bolan – chitarra (1983-1988)
- Tommy Henriksen – basso (1983-1988)
- Michael Eurich – batteria (1983-1988)

### Ex componenti
- Peter Szigeti – chitarra (1983-1985)
- Rudy Graf – chitarra (1983-1985)
- Frank Rittel – basso (1983-1985)

## Discografia

### Album in studio
- 1984 – Burning the Witches
- 1985 – Hellbound
- 1986 – True as Steel
- 1987 – Triumph and Agony

### EP
- 1985 – You Hurt My Soul (On and On)
- 1986 – Fight for Rock

### Raccolte
- 1991 – Rare Diamonds
- 1998 – Earth Shaker Rock

### Singoli
- 1984 – Without You
- 1985 – All Night
- 1986 – Fight for Rock
- 1987 – All We Are
- 1987 – East Meets West
- 1987 – Für Immer